# Horia Ene
Horia Ene (n. 8 decembrie 1941, București) este un matematician și om politic român, fost ministru.